# Elpidium maricaoense
Elpidium maricaoense är en kräftdjursart som först beskrevs av Tressler 1941.  Elpidium maricaoense ingår i släktet Elpidium och familjen Limnocytheridae. Inga underarter finns listade i Catalogue of Life.